# Bazilika Božjega groba, Jeruzalem
Bazilika Božjega groba (latinsko Sanctum Sepulchrum), imenovana tudi Cerkev Vstajenja, (starogrško Ναός της Αναστάσεως, latinizirano: Naos tis Anastaseos, arabsko كنيسة القيامة, latinizirano: Kanīsat al-Qiyāma, armensko Սուրբ Հարություն, latinizirano: Surp Harutyun) je krščanska bazilika v starem delu Jeruzalema. Večina kristjanov jo časti kot Golgoto oziroma Kalvarijo, kjer so križali in pokopali Jezusa Kristusa. Prostor, na katerem stoji cerkev, je bil v 1. stoletju opuščen kamnolom zunaj mestnega obzidja, okoli katerega je bilo pokopališče. Ostanki pokopališča so danes še vidni. Po letu 135 so Rimljani na tem mestu zgradili kompleks svetišč. Cerkev je najmanj od 4. stoletja pomembno romarsko središče, danes pa je sedež grškega jeruzalemskega patriarha.

## Zgodovina

### Graditev
Evzebij iz Cezareje (okrog 263–339) v svojem delu Konstantinovo življenje pravi, da je bilo mesto Svetega groba, ki ga je častila jeruzalemska krščanska skupnost, zasuto z zemljo, na njem pa je bil zgrajen Venerin tempelj. Tempelj je bil verjetno del rimske kolonije Aelie Capitoline, mesta, ki ga je začel leta 131 na ruševinah Jeruzalema graditi cesar Hadrijan. Cesar Konstantin I. je leta 325/326 jeruzalemskemu škofu svetemu Marcijanu ukazal, da se mesto odkoplje in na njem zgradi cerkev. 
Na mestu, ki ga je dal odkopati Konstantin, so bili porušeni Afroditin tempelj, ki ga je zgradil Hadrijan, odstranjeni kip Kapitolskega Jupitra, po katerem se je novi Jeruzalem imenoval Aelia Capitolina, jama vstajenja, ki jo je delno opisal Evzebij, kalvarijska (golgotska) skala in kosi lesa, ki naj bi bili deli Pravega (Kristusovega) križa.
Neznan romar iz Bordeauxa, ki je v Jeruzalem romal okrog leta 333, je v svoji kroniki Itinerarium Burdigalense zapisal: ″Na tem mestu so na ukaz cesarja Konstantina zgradili baziliko, ki je osupljivo lepa″. Sokrat Sholastik, rojen okrog leta 380, v Zgodovini cerkve opisuje celoten potek dogodkov in poudarja vlogo Konstantinove matere Svete Helene. Bazilika Svetega groba naj bi simbolizirala Kristusovo smrt in vstajenje, tako kot cerkev Kristusovega rojstva v Betlehemu, ki sta jo tudi zgradila Konstantin in Helena, simbolizira njegovo rojstvo. 
Konstantinova bazilika je združila tri svetišča, ki so bila pred njo zgrajena na treh različnih svetih mestih: baziliko (Martyrium), obokan atrij (Triportico), ki je bil zgrajen okrog kalvarijske skale in rotundo (Anastasis, ″Vstajenje″), v kateri so ostanki jame, katero sta Helena in Makarij imela za Jezusov grob. Steno okrog groba so odklesali, tako da je nastal majhen prostor - kuvuklion (grško: Kουβούκλιον, majhna soba) ali edikula (latinsko: aediculum, majhno svetišče). Kupolo so zgradili konec 4. stoletja. Pri gradnji bazilike so odstopili od pravila, da je prezbiterij obrnjen proti vzhodu. Arhitekti so namreč hoteli poudariti njen pomen, zato so jo obrnii proti zahodu, se pravi proti Kristusovemu grobu.
Verniki vzhodne pravoslavne cerkve vsako leto 13. septembra praznujejo obletnico njene posvetitve (po gregorjanskem koledarju 26. septembra).

### Uničenje
Leta 614 je Jeruzalem osvojil perzijski vladar Kozrav II. (590–628). Perzijci so zaplenili Pravi križ in cerkev požgali. Jeruzalem je ostal v perzijski posesti do leta 629. Leta 630 je v Jeruzalem zmagoslavno vkorakal cesar Heraklij in obnovil Pravi križ in cerkev Svetega groba.
Leta 638 so mesto osvojili Arabci. Prvi arabski kalifi so krščanska sveta mesta zaščitili in prepovedali njihovo rušenje, tako da je bazilika Svetega groba ostala krščanska cerkev.
Leta 966 so v neredih, ki so izbruhnili v mestu, zgorela vrata in streha cerkve.
18. oktobra 1009 je "nori" fatimidski kalif El-Hakim bi-Amr Alah ukazal, da se bazilika popolnoma poruši. El-Hakim naj bi se prestrašil množičnih velikonočnih romanj v Jeruzalem, ki so bila, med drugim, posledica čudeža Svetega ognja, ki se je zgodil vsako leto na Veliko soboto, se pravi dan pred Veliko nočjo. Uničenje cerkve je bilo v resnici del širše kampanje priti krščanskim svetim mestom v Palestini in Egiptu. Adhemar Chabannski ja zapisal, da je bila do tal porušena tudi cerkev sv. Jurija v Lyddi in mnogo drugih cerkva. Krščanski pisec Yahida ibn Sa'id je poročal, da je bilo v baziliki uničeno vse, kar se je dalo uničiti ali se ni dalo odnesti. Cerkvene temelje so podrli do žive skale. Edikulo, vzhodno steno in streho so uničili ali poškodovali (zapisi sodobnikov se nekoliko razlikujejo), južna in severna stena pa sta bili zaradi kršja od podrtih sten nedostopni in sta se zato ohranili. Stebri so do višine galerije ostali nepoškodovani in so danes pravzaprav edini ostanek zgradbe iz 4. stoletja. Kmalu zatem so na cerkvi opravili nekaj manjših popravil, na pravo obnovo pa je bilo treba počakati še nekaj desetletij.
Rušenje cerkve je v Evropi povzročilo osuplost in strah, ki je imel hude in daljnosežne posledice. Menih Raoul Glaber iz Clunyja je za uničenje obtožil Jude, kar je povročilo njihov izgon in Limogesa in drugih francoskih mest, uničenje cerkve pa postalo eden od motivov za skorajšnjo prvo križarsko vojno.

### Obnova
Po obširnih pogajanjih med Fatimidi in Bizantinskim cesarstvom leta 1027/1028 je novi kalif, El-Hakimov sin Ali az-Zahir, dovolil cesarju Konstantinu VIII. ponovno zgraditi cerkev in poslikati njeno notranjost. V zameno je moral ponovno odpreti mošejo v Konstantinoplu. Muslimanski viri trdijo, da je bila stranska posledica sporazuma ta, da so se številni kristjani, ki so pod El-Hakimovim pritiskom prestopili v islam, vrnili v katoliško vero. Bizantinci so izpustili 5.000 muslimanskih ujetnikov, v zameno pa so zahtevali obnovitev drugih cerkva, ki jih je uničil El-Hakim, in vrnitev patriarha v Jeruzalem.
Takratni viri trdjo, da je cesar za obnovo cerkve Svetega groba potrošil veliko denarja, obnova pa je potekala pod strogim nadzorom kalifov. Obnovo sta leta 1048 dokončala cesar Konstantin IX. Monomah in konstantinoplelski patriarh Nikefor. Stroški obnovitve so močno presegali razpoložljive vire, zato so obnovili samo rotundo in bližnje zgradbe, bazilika pa je ostala v ruševinah. K baziliki so vzhodno od rotunde prizidali pet kapelic s prizori iz pasijona, ki predstavljajo minijaturno Vio Doloroso. Oblast v Jezuzalemu se je do konca 11. stoletja še nekajkrat zamenjala, dokler niso leta 1099 mesta osvojili križarji.

### Križarji in kasnejša obdobja
Papež Urban II. je leta 1095 na prošnjo bizantinskega cesarja Alekseja I. Komnena pozval evropsko plemstvo na križarsko vojno, katere cilj je bil obramba Bizantinskega cesarstva pred turškimi vdori iz Male Azije. Drugi cilj križarske vojne je bila osvoboditev Jeruzalema in Svetega groba, ki sta malo pred tem spet prišla v posest Fatimidov. 15. julija 1099 so križarji Jeruzalem osvobodili in kmalu zatem ustanovili Jeruzalemsko kraljestvo. Godfrej Bouillonski, ki je postal prvi vladar krajestva, se je odločil, da ne bo uporabljal naslova ″kralj″, ampak se je imenoval Advocatus Sancti Sepulchri, "Varuh (ali Branilec) Svetega groba".
Baziliko Svetega groba so začeli obnavljati, kar je sredi 12. stoletja opisal Viljem iz Tira. Cerkev je dobila romansko podobo in zvonik, dela pa so se končala leta 1149 med vladanjem kraljice Melisende. Cerkev je postala sedež prvega latinskega patriarha in državni skriptorij.
Leta 1187 je Jeruzalem zasedel Saladin, ki je po tretji križarski vojni skladno s pogodbo kristjanom spet dovolil romanje v Jeruzalem. Mesto in cerkev je v 13. stoletju s pogodbo dobil nazaj cesar Friderik II. Hohenstaufen, vendar so Jeruzalem že leta 1244 osvojili Horezmijci.
Za cerkev so v tistem času skrbeli avguštinci, ki so imeli samostan tik ob baziliki. Cerkev, ki so jo obnovili križarji, je obdržala svojo podobo vse do leta 1555, ko so jo začeli obnavljati frančiškani. Leta 1808 je cerkev močno poškodoval požar, v katerem se je porušila kupola rotunde in uničila zunanje dele edikule. Leta 1809-1810 so zunanjost edikule obnovili po načrtih arhitekta Komminosa iz Mytilene v takratnem osmanskem baročnem slogu. Notranjost edikule v požaru ni bila poškodovana, zato se je ohranila večina marmornega okrasja iz leta 1555. Današnja kupola je iz leta 1870. Obširna sodobna obnova bazilike se je začela leta 1959.

### Status quo
Po obnovitvi cerkve leta 1555 so za cerkev izmenično skrbeli frančiškani in pravoslavne cerkve, odvisno od tega, katera skupnost je od turške Visoke porte dobila mandat (ferman). Podelitev mandata je bila pogosto povezana s podkupovanjem in ostrimi prepiri. Leta 1767 je Porta, naveličana stalnih prepirov, ugotovila obstoječe stanje v cerkvi – status quo - in izdala ferman, s katerim je cerkev skladno z obstoječim stanjem razdelila med verske skupnosti. Sklep je leta 1852 potrdila z drugim fermanom, s katerim so odobrili status quo in delitev je postala dokončna.
Primarni skrbniki cerkve so Vzhodna pravoslavna, Armenska apostolska in Rimskokatoliška cerkev. Velik delež ima tudi Grška pravoslavna cerkev, manjše deleže pa Koptska, Etiopska in Sirska pravoslavna cerkev. Čas in mesto opravljanja obredov v skupnih prostorih je strogo določen.
Vzpostavitev statusa quo ni ustavila nasilja, do katerega zelo pogosto prihaja tudi v sodobnem času. Dodaten problem statusa quo je, da se noben del cerkve, ki je skupen vsem verskim skupnostim, ne sme preurejati brez soglasja vseh skupnosti, kar vodi k zanemarjanju, slabemu vzdrževanju in k slabemu splošnemu stanju cerkve. Zaradi takšnih nesoglasij je, na primer, odložena obnove edikule, ki je v zelo slabem stanju (2008). Sprememba odnosov bi bila možna samo s spremembo statusa quo, s čimer se običajno ne strinja vsaj ena, če ne več skupnosti.
Manj strašen znak slabih medsebojnih odnosov je lestev pod oknom nad vhodom v cerkev. Prva lesena lestev je stala pod oknom že pred letom 1852, ko je status quo določil, da so vrata in okna skupna last vseh verskih skupnosti.
Glavni vhod ni last nobene skupnosti. Saladin je že leta 1192 skrb za vhod prepustil dvema bližnjima muslimanskima družinama: družina Joudeh skrbi za ključ, družina Nusseibeh pa že od časov kalifa Omarja (637) skrbi za odpiranje vrat. Član družine Joudeh še danes dvakrat dnevno prinese ključ, potem pa nekdo iz družine Nusseibeh odklene vrata.

## Sodobna ureditev cerkve
- Vhod v cerkev je v južnem delu transepta. Vhod je za tako veliko cerkev mnogo premajhen in nevaren, zato so se verske skupnosti leta 1999 dogovorile, da bodo vgradile večja vrata, ki še vedno niso zgrajena.
- Tik za vhodom v cerkev je Kamen maziljenja, na katerem naj bi Jožef Arimatejec pripravil Jezusovo telo na pokop.[1] Kamen je 13. postaja križevega pota. Svetilke nad kamnito ploščo so prispevale armenska, koptska, grška in latinska skupnost.
- Levo (zahodno) od kamna je pod veliko kupolo rotunda, v kateri sta anastasis in edikula Božjega groba. Edikula ima dva prostora: v prvem je Angelski kamen, ki je, po izročilu, del skale, s katero so zaprli Kristusov grob. V drugem prostoru je grob. Po statusu quo imajo pravico do notranjosti groba Vzhodna pravoslavna, Rimskokatoliška in Armenska apostolska cerkev, ki v grobu vsak dan opravljajo svoje verske obrede. V grobu ob posebnih priložnostih potekajo tudi drugi obredi, na primer obred Svetega ognja, ki ga vsako Veliko soboto opravlja jeruzalemski patriarh Grške pravoslavne cerkve. V ozadju prostora je zamrežena kapelica z oltarjem, ki ga uporablja Koptska ortodoksna cerkev.
- V rotundi je tudi zelo grobo obdelana kapela, za katero se verjame, da je grobnica Jožefa Arimatejca. V njej ima ob nedeljah obrede Sirska pravoslavna cerkev. Desno od groba je še ena kapela, ki je rezervirana za rimokatoličane.
- Na vzhodni strani bazilike nasproti rotunde je zgradba iz križarskih časov, v kateri je glavni oltar cerkve, danes grškokatoliški katolikon. Točno nad presečiščem transepta in kora je druga, manjša kupola, pod katero je omphalos, za katerega so nekoč verjeli, da je središče sveta. Vzhodno od njega je velik ikonostas, ki razmejuje grško pravoslavno svetišče. Pred njim je patriarhov prestol in prestoli patriarhovih povabljencev.
- Na južni strani oltarja je stopnišče na Golgoto, ki je najbolj razkošno okrašen del cerkve. Glavni oltar, v katerem naj bi bila Kalvarijska skala oziroma 12. postaja Križevega pota, pripada grški pravoslavni cerkvi. Skala na obeh straneh oltarja je zastekljena. Pod oltarjem je luknja, v kateri naj bi stal Kristusov križ. Ob njej je oltar in kapela Pribijanja na križ (11. postaja Križevega pota), ki je v posesti frančiškanov. Levo od oltarja je čudodelen Marijin kip.
- Pod Kalvarijo sta dve kapeli. Adamova kapela stoji na mestu, kjer je bil Kristus križan in kjer je pokopana Adamova lobanja. Razpoka v Kalvarijski skali, ki naj bi nastala v potresu, ko je Jezus umrl na križu, je vidna skozi okno v steni oltarja.
- V Adamovi kapeli je vhod v zakladnico, ki je pod rimskokatoliško kapelo na Kalvariji. V zakladnici hranijo svete relikvije in Pravi križ. Zakladnica je odprta samo ob posebnih priložnostih.
- Še bolj proti vzhodu so pod arkadami tri kapele: grška Kapela zasmehovanja, armenska Kapela delitve svetih oblačil in grška Kapela sv. Longina.
- Med prvima dvema kapelama je stopnišče, ki vodi navzdol v kapelo sv. Helene in pripada Armencem. Iz kapele vodi navzdol 42 stopnic v rimskokatoliško Kapelo odkritja Svetega križa, kjer naj bi odkrili Pravi križ.
- Na severovzhodni strani kompleksa je Kristusova ječa.

## Verodostojnost
Evzebij iz Cezareje in Sokrat Sholastik sta zapisala, da je bil Jezusov grob od nekdaj kraj, na katerem je jeruzalemska krščanska skupnost opravljala svoje obrede. Njegovo mesto so si zapomnili tudi potem, ko so na njegovem mestu zgradili Hadrijanov tempelj. Evzebij še posebej poudarja, da je odkritje groba "dalo vsem, ki so si ga prišli ogledat, jasen in viden dokaz dogodkov, ki so se nekoč zgodili na tem mestu" (Konstantinovo življenje, XXVIII. poglavje).
Arheolog Martin Biddle z Oxfordske univerze je kasneje teoretiziral, da bi "jasen in viden dokaz" lahko bil grafit, nekaj takega kot "To je Krisusov grob", ki ga je pred graditvijo rimskega templja na steno načečkal neznan krščanski romar. Svojo teorijo je podprl s podobnimi grafiti, ki so še vidni v rimskih katakombah na grobovih posebno čaščenih svetnikov.
V 19. stoletju so številni poznavalci trdili, da je enačenje cerkve Svetega groba z resničnim mestom Kristusovega križanja in pokopa sporno, ker cerkev stoji znotraj mestnega obzidja, zgodnji viri (npr. Hbr 13,12) pa trdijo, da je bilo križanje izven mestnega obzidja. Poznavalci so nato preusmerili svojo pozornost na to, kje natančno je stalo mestno obzidje. V letih 40-41 je namreč Herod Agripa mestno obzidje razširil in samo takrat bi se cerkev lahko znašla znotraj obzidja.
Angleški častnik Charles George Gordon je v letih 1882-83 na obljudenem območju izven mestnega obzidja opazil v skalo vsekano jamo, ki bi tudi lahko bila Kristusov grob. Jamo so imenovali Vrtni grob in je še vedno priljubljen romarski cilj, predvsem protestantov, ki dvomijo v pristnost Božjega groba in/ali nimajo pravice opravljati obredov v cerkvi sami.
Izraelski znanstvenik in bivši jeruzalemski arheolog Dan Bahat o Božjem grobu pravi:
″Tega, da je Kristusov grob resnično v baziliki Svetega groba, ne moremo trditi z absolutno natančnostjo, ne poznamo pa nobenega drugega mesta, za katerega bi to lahko trdili z vsaj enako verjetnostjo, zato nimamo nobenega razloga, da bi pristnost tega mesta zavrnili.″

## Galerija slik
- Kamen maziljenja.
- Angelski kamen.
- Katolikon.
- Omfalos in severna stena Katolikona.
- Grški oltar na Golgoti.
- Mesto, kjer naj bi umrl Jezus Kristus, danes pod oltarjem Vzhodne pravoslavne cerkve na Golgoti.
- Razpoka v Golgotski skali, vidna iz Adamove kapele.
- Stopnišče na Golgoto.
- Kapela sv. Helene.
- Kristusova ječa.
- Zakladnica. V sredini: Pravi križ, ob stenah druge relikvije.
- Romarji vstopajo v Božji grob 16. oktobra 2009.